# 흥방궁주
흥방궁주(興芳宮主, 생몰년 미상)는 고려의 왕족이자 태조(太祖)와 신명순성왕후(神明順成王后)의 딸이다. 성은 왕(王) 이름은 전해지지 않는다 본관은 개성(開城)이다.

## 생애
언제 태어났는지는 명확하지 않으며, 고려의 초대 국왕 태조(太祖)와 신명순성왕후(神明順成王后)의 딸이다. 정종(定宗), 광종(光宗), 문원대왕(文元大王) 등의 친누이며, 경순왕(敬順王)의 부인 낙랑공주(樂浪公主)의 동생이다. 그외 이들에게서 태어난 많은 왕들과 왕후들과 가까운 혈족 관계에 있다.
흥방궁주는 태조(太祖)의 제6후인 정덕왕후(貞德王后)의 아들이자 자신과는 이복 남매가 되는 원장태자(元莊太子)와 혼인하였다. 원장태자(元莊太子)와의 사이에서 아들 흥방궁대군(興芳宮大君)과 딸 대명궁부인(大明宮夫人) 경종(景宗)의 제5후) 등 1남 1녀를 두었다..
기타 흥방궁주(興芳宮主)의 일생에 대해서는 남아있는 기록이 없어 자세히 알 수 없다.

## 기타
왕의 딸에게 붙이는 호칭으로 “궁주(宮主)”가 쓰이게 된 것은 흥방궁주의 경우가 처음이다. 그 외에 왕녀에게는 “공주(公主)”도 함께 사용되었으며, 이러한 형태는 고려 시대 내내 지속되었다.

## 가족 관계
- 조부 : 세조(世祖, ? ~897)
- 조모 : 위숙왕후(威肅王后)
  - 부왕 : 제1대 태조(太祖, 877~943 재위:918~943)
- 외조부 : 유긍달(劉兢達)
- 외조모 : 미상
  - 모후 : 신명순성왕후(神明順成王后)
    - 오빠 : 태자 왕태(太子 王泰)
    - 오빠 : 제3대 정종(定宗, 923~949 재위:945~949)
    - 오빠 : 제4대 광종(光宗, 925~975 재위:949~975)
    - 오빠 : 추존 문원대왕(文元大王)
    - 오빠 : 증통국사(證通國師)
    - 언니 : 낙랑공주(樂浪公主)

  - 시어머니 : 정덕왕후(貞德王后)
    - 남편 : 원장태자(元莊太子)
      - 장남 : 흥방궁대군(興芳宮大君)
      - 차녀 : 대명궁부인(神鸞宮夫人)